# Peter Rietschel
Peter Rietschel (* 30. November 1903 in Tübingen; † 30. Dezember 1984 in Frankfurt am Main) war ein deutscher Zoologe und Professor an der Goethe-Universität Frankfurt am Main.
Rietschel war der Sohn des Tübinger Professors für deutsche Rechtsgeschichte Siegfried Rietschel (1871–1912), der aber früh starb. Nach dem Abitur 1922 studierte Rietschel Zoologie, Geologie und Chemie in Tübingen mit der Promotion 1928 über die Anatomie der Maus (Genitalausgänge). Danach war er an der Forsthochschule Tharandt, wo er sich mit Pflanzenschutz gegen Waldschädlinge befasste, und danach Assistent am Zoologischen Institut in Frankfurt, habilitierte sich 1937 (Bau und Funktion des Wehrstachels der staatenbildenden Bienen und Wespen) und wurde Professor in Frankfurt.

## Schriften
- Das Tierreich nach Brehm, Urania Verlag 1957
- mit Hermann Giersberg: Vergleichende Anatomie der Wirbeltiere, 2 Bände, Jena, Fischer 1967, 1968
- Hauptautor mit Erich Thenius in Grzimeks Tierleben, Band Niedere Tiere